# 氏族国家
氏族国家（しぞくこっか、ドイツ語：Geschlechterstaat）は、全ての権力や社会的経済的機会が伝統的、身分制的な世襲カリスマの原理にしたがって行われる国家の型。マックス・ウェーバーが古代社会の理解のために定義した社会学的概念。

## 概説
氏族国家（Geschlechterstaat）では世襲カリスマの原理にしたがって政治経済が行われる。この原理が貫徹される場合は、最下位の手工業に至るまで一切の職業身分的編成は、それぞれの特殊カリスマの担い手としての氏族に基づいて行われる。また国家の全編成は氏族別または氏族の郎党や領地所有状態に応じた編成となる。氏族国家では、個々の氏族が持っている職務要求権の正当性の根拠は、個々の氏族が持っている特殊なカリスマにある。これは財産や官職の授与に基づく個人的な誠実関係に正当性根拠を置く封建国家、家産国家、あるいは世襲官職国家から、根本的に区別されるべき型である。氏族国家では、権力や経済的機会はすべて伝統化され、特権を世襲化した氏族から支配者がその権利を取り上げることは出来なくなる。官職や地位の性質が個人やその氏族の位を決めるのでなく、逆に、世襲カリスマ的な氏族の位が人の就くべき官職や身分を決定する。個人の政治的地位や経済的機会の唯一の根拠はその人（氏族）の自出（血統）であった。

## 純粋型としての古代日本国家
氏族国家は古代中国（周）、カースト制インド、古代ロシアなど古代の至る所に見られるが、とりわけ純粋型を示しているのが律令制以前の日本である。日本の氏族では皇別、すなわち日本のカリスマ的支配者である神武天皇の家（氏）から出たとされている諸氏族は永続的に特別な恩恵を与えられた氏族として秩序づけられ、他の氏族に対して優位を保持した。皇別以外の氏族では、神別、すなわち支配者の従士の氏族（支配者とともに移住してきた外来の氏族、および支配者によってその従士の中に編入された古来土着の氏族）がカリスマ的貴族を形成した。これらの貴族は行政機能を分担した。臣および連の氏族がカリスマの点で最上位を占めた。中でも大臣及び大連の氏族は特殊なカリスマの担い手であり、したがって、これらの氏族は宮廷においてまた政治共同体内部において、彼らにふさわしい地位に就く権利を要求した。